# Blanfordia
Genre
Blanfordia est un genre de gastéropodes endémique du Japon.

## Espèces
Ce genre comprend 3 espèces :
- Blanfordia bensoni (Adams, 1861)
- Blanfordia japonica (Adams, 1861)
- Blanfordia simplex (Pilsbry, 1902)

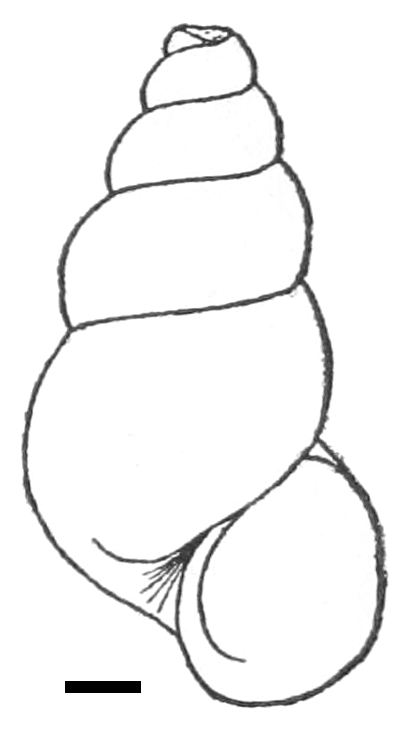
Blanfordia bensoni
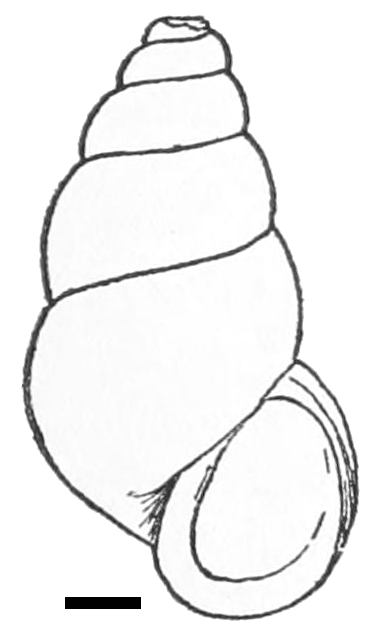
Blanfordia japonica
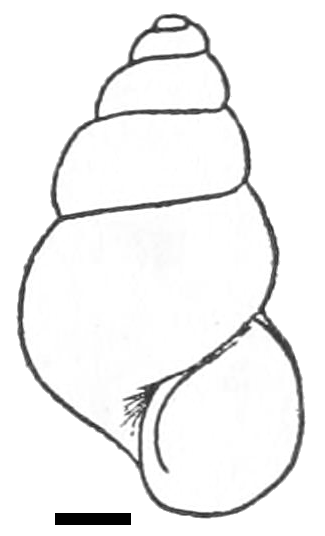
Blanfordia simplex